# 子ノ口駅

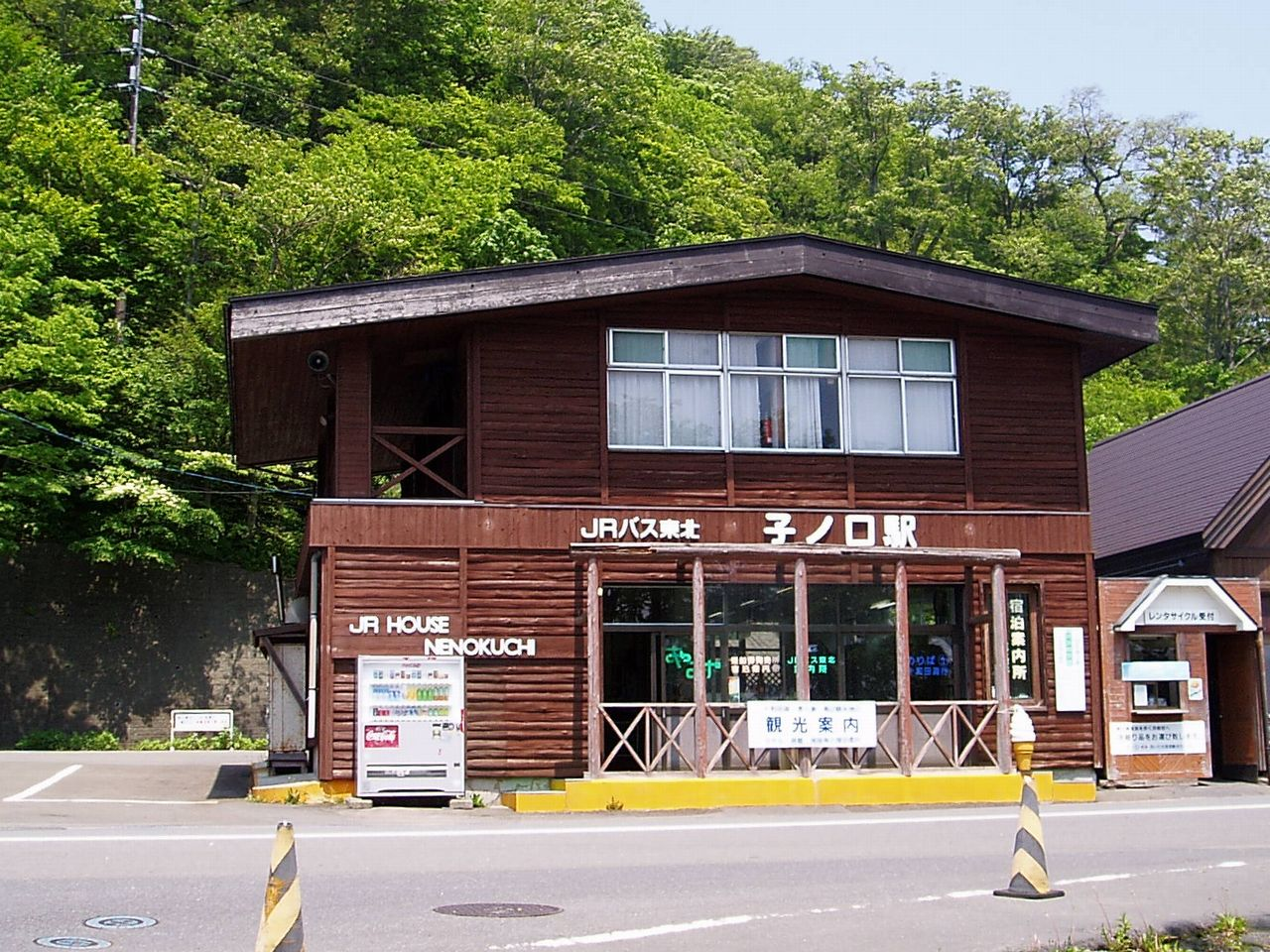
駅舎

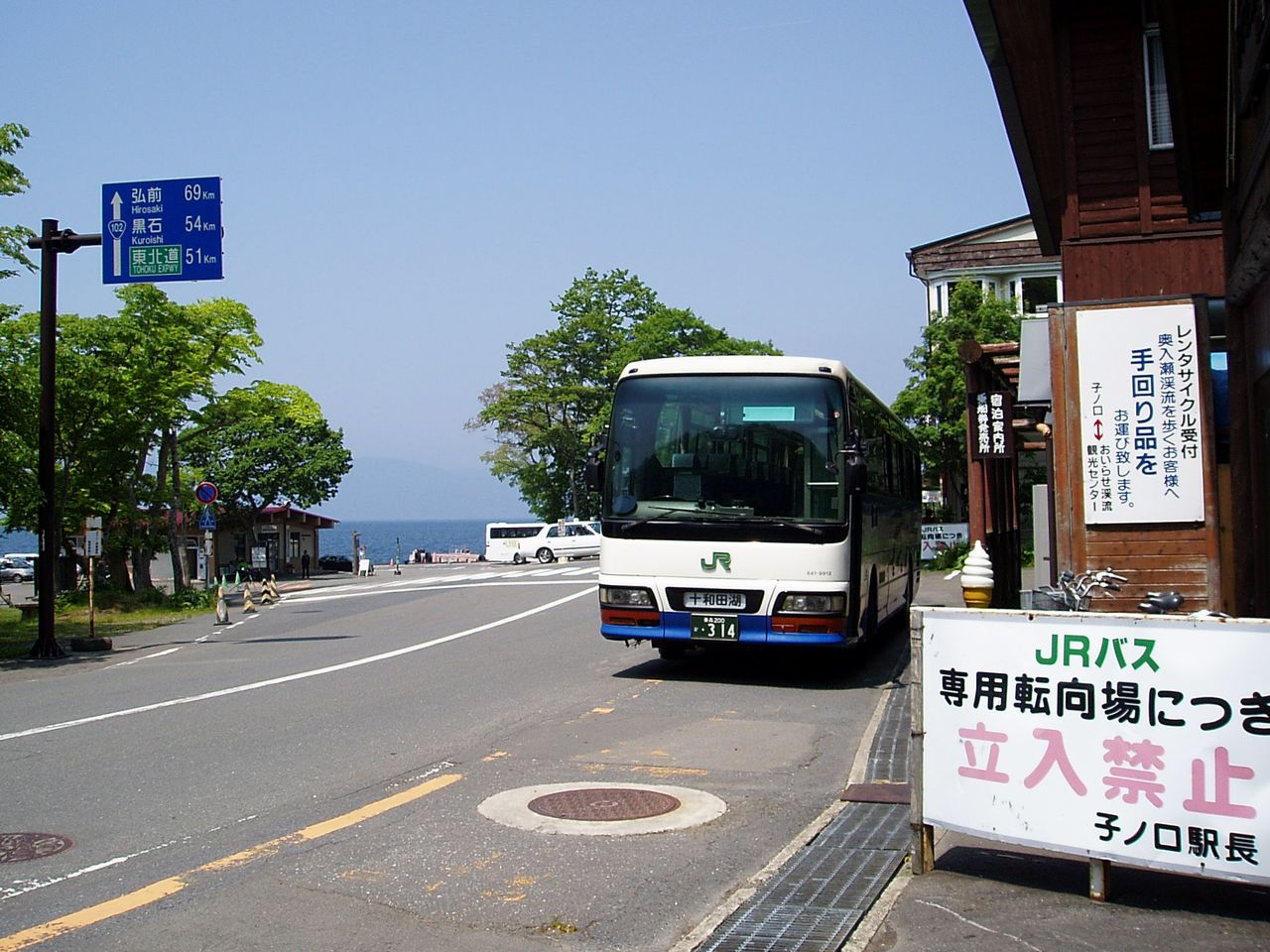
停車中のバス。すぐ近くには十和田湖が望める

子ノ口駅（ねのくちえき）は、青森県十和田市にあるジェイアールバス東北（JRバス東北）の自動車駅である。住所は、青森県十和田市大字奥瀬字十和田湖畔子の口473。
奥入瀬渓流の散策拠点や、十和田北ルートからの十和田湖の玄関口としての役割も果たしている。

## 停車路線
- JRバス東北
  - 十和田北線みずうみ号
  - 十和田東線おいらせ号

## 駅構造
駅舎は「JRハウス子ノ口」となっており、売店、待合スペースがある。管理運営は「十和田湖ふるさと活性化公社」が行っており、売店窓口でレンタサイクル受付も行う。
また駅舎裏にバス駐車場があり、子ノ口折り返し便が運行される場合の待機スペースになっている。
のりば
- 1番のりば - みずうみ号・おいらせ号十和田湖行
- 2番のりば - みずうみ号焼山・青森駅行、おいらせ号八戸駅行
  - かつては3番のりばもあったが、現在は撤去されている。
  - 現在休止中の十鉄バス十和田湖観光線については当駅構内の乗り入れず、子ノ口湖畔食堂前にあるバス停での乗降扱いとなっていた。

## 沿革
- 1934年8月 - 十和田北線開業と共に開業。
- 1975年10月 - 駅舎を新築。
- 1990年4月 - 「JRハウス」に改装。

## 駅周辺

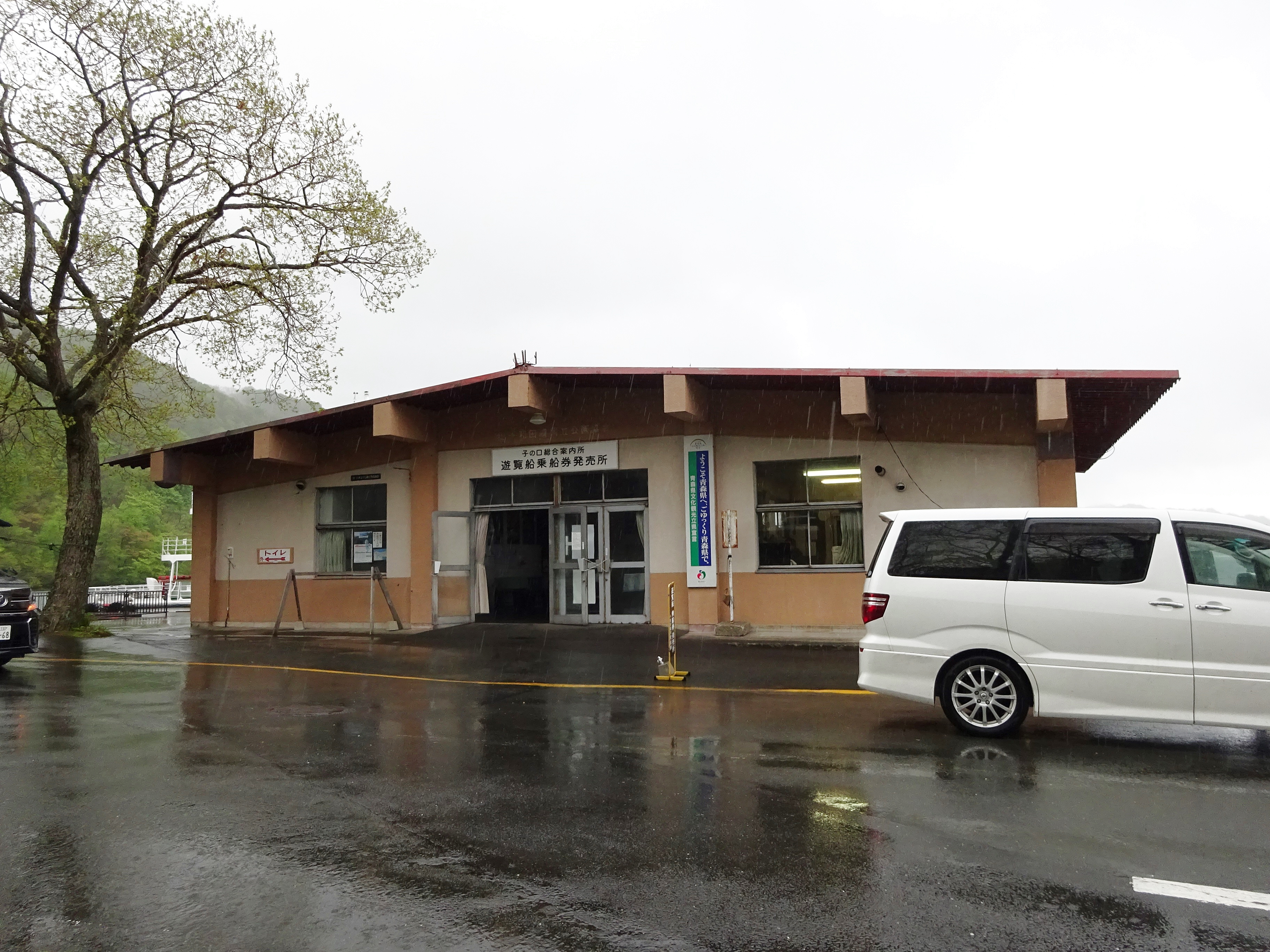
子ノ口総合案内センター（十和田湖遊覧船乗場）

- 十和田湖遊覧船子ノ口案内所（十和田市奥瀬十和田16）
- 子ノ口湖畔食堂